# Cristina de Saxonia
Christina de Saxonia (n. 25 decembrie 1461 – d. 8 decembrie 1521) a fost prințesă saxonă care a devenit regină consort a Danemarcei, Norvegiei și Suediei. A fost nepoată a lui Frederic al II-lea, Elector de Saxonia. Prin fiul ei Christian al II-lea a fost bunica Cristinei a Danemarcei.

## Biografie
La 6 septembrie 1478 ea s-a căsătorit cu Ioan, rege al Danemarcei, Norvegiei și Suediei. A devenit regină a Danemarcei în 1481 dar nu a fost încoronată până în 1483, când a devenit și regină a Norvegiei. A fost regină consort a Danemarcei și Norvegiei din 1483 până în 1513 și a Suediei din 1497 până în 1501.